# Zahlenspielkarte

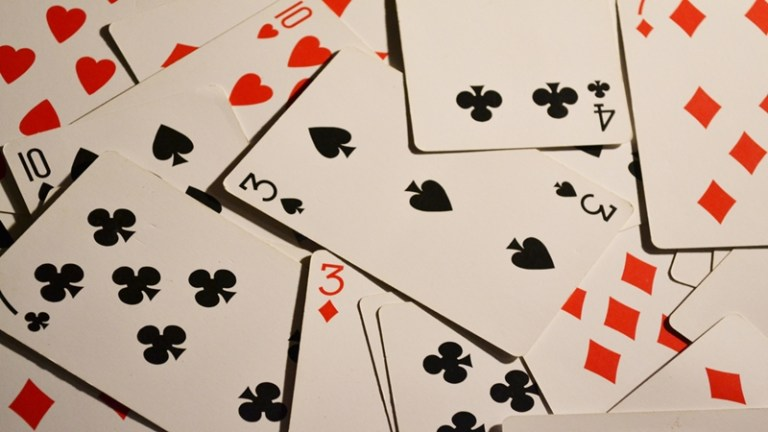
Zahlenkarten im Französischen Blatt

Die Idee, Spielkarten mit Zahlenwerten zu belegen, ist naheliegend und daher weit verbreitet. Dabei sind Kartenwerte von Eins bis Zehn besonders häufig. Beim Französischen Blatt und anderen Kartensätzen hat sich im Laufe der Zeit aus der Eins das Ass entwickelt, so dass diese Zahl als Ziffer kaum noch vorkommt.

## Bedeutung
Im Gegensatz zu den Hofkarten Bube, Dame, und König, bzw. Unter, Ober und König, sind die Zahlenkarten in den meisten Spielen nicht oder nur teilweise mit besonderen Funktionen belegt und füllen meistens den Kartensatz auf, da man ja auch Karten braucht, von denen sich die Besonderen unterscheiden. Es gibt aber auch Spiele, bei denen einige Zahlenkarten eine bestimmte Funktion haben.

## Die häufigsten Zahlenwerte

### Eins
- Sehr selten. Fast nur noch im Kartenblatt des Tarock anzutreffen. Meistens durch das Ass repräsentiert, welches in manchen Spielen (Poker) auch als Eins verwendet werden kann.

### Zwei
- Im Kartenspiel Canasta dienen die Zweien (franz.) als zusätzliche Joker (Wilde Karten).
- Die Zwei ist im Kartenspiel Poker hinter der Drei die schlechteste Spielkarte.
- Die Zwei ist zumeist die niedrigste Spielkarte. Sie kann jedoch das Ass übersteigen, wenn dieses nicht als höchste Karte, sondern als 1 verwendet wird.
- In der Vergangenheit hatte die Zwei (franz. Deux) öfters einen besonders hohen Wert. Daraus entwickelte sich der Daus, die meistens höchste Karte im Deutschen Kartenblatt.

### Drei
- Im Kartenspiel Canasta (franz. Blatt) gelten die roten Dreien (Herz und Karo, auch als Golddreier bezeichnet) als Bonus- oder Prämienkarten, die schwarzen Dreien (Pique, Trèfle) sind sogenannte Sperrkarten und verhindern einen Kauf des Stoßes.
- In alten Spielen finden sich Regeln, welche dieser Karte als Symbol der Dreifaltigkeit besondere Bedeutung zumessen.

### Vier
- In eigentlich allen Kartenspielen ist die Vier keine besondere Karte; sie wird, wie die Augen zeigen, als 4 gespielt. Bei „Wahrheit oder Lüge“ ist die Herz 4 allerdings eine Art Joker.

### Fünf
- In eigentlich allen Kartenspielen ist die Fünf keine besondere Karte, sie wird, wie die Augen zeigen, als 5 gespielt.

### Sechs
- Im deutschen Blatt ist die Spielkarte 6 die niedrigste Karte. Während die Sechs im deutschen Blatt nur noch selten angewandt wird, ist sie im Schweizer Blatt üblich, beispielsweise beim Jass oder beim Tschau Sepp.
- Werden die Sechsen verwendet, so ist die Sechs der Schellen (entspricht dem französischen Karo) auch als Weli bekannt und zählt als eine Art Joker.

### Sieben
- Das Skatblatt beginnt mit diesem Wert, weshalb sie dort einen geringen Wert hat.
- Beim Mau-Mau und beim  Neunerl muss ein Spieler 2 Karten ziehen, wenn der vorherige Spieler eine beliebige Sieben gelegt hat. Er hat allerdings die Möglichkeit, eine weitere Sieben zu legen, wodurch der nächste Spieler 4 ziehen muss usw.

### Acht
- Beim Mau-Mau und beim Neunerl muss ein Spieler aussetzen, wenn der vorherige Spieler eine beliebige Acht gelegt hat.

### Neun
- Beim Doppelkopf ist die Neun eine sogenannte „Lusche“. Das heißt, diese Karte hat den Wert Null.
- Beim Mau-Mau mit 3 oder mehr Spielern ändert die Neun die „Drehrichtung“ des Spieltisches, das heißt der nächste zum Zug kommende Spieler wechselt.[1]
- Beim Neunerl darf man sich bei einer 9 eine Farbe wünschen.
- Die Trumpf-Neun im Jass wird als Nell bezeichnet.

### Zehn
- Die Zehn ist die einzige Zahlenkarte, welche beim Skat und Schafkopf Wertungspunkte hat, und zwar zehn von insgesamt 120, beim Doppelkopf zehn Punkte von 240. Daher ist sie in diesen Spielen sehr wertvoll.
- Beim Doppelkopf sind die Herz-Zehnen die höchsten Trümpfe („Dulle“).
- Im Schweizer Blatt hat der Banner die Funktion einer Zehn.

## Andere Werte
Die verbreiteten Kartenblätter, wie fr. Blatt, Deutsches Blatt etc. haben keine anderen Werte, es gibt jedoch zahlreiche Spiele mit individueller Zahlennutzung. So z. B. Elfer raus!, ein Spiel mit vier Kartenreihen von Eins bis Zwanzig, oder Uno, bei dem auch die Null auftaucht.